# Samprati
Samprati ( trị. 224 – 215 BCE ) là Hoàng đế thứ 5 của đế chế Maurya. Là con trai của Kunala (con trai của Hoàng đế Mauryan thứ 3 A-dục vương), ông kế vị người anh họ của mình Hoàng đế Mauryan, làm hoàng đế của Đế quốc Maurya. Ông đã xây dựng 1,50,000 tượng Jain Derasar (Đền Jainalaya/Jain Mandir/Jain) và làm 1,50,00,000 tượng thần Jain. Người ta cũng kể rằng ông đã lập lời thề đào nền móng của một Jinalaya mới mỗi ngày rồi mới có navakrashi (bữa sáng của người Jain).